# Melvyn Paul Leffler
Melvyn Paul Leffler (* 31. května 1945, Brooklyn) je americký historik a profesor na University of Virginia, který se zabývá převážně dějinami studené války.
Studoval na Cornell University a Ohijské státní univerzitě. Učil na Vanderbilt University jako odborný asistent v letech 1972-77, a docent historie v letech 1977-2002. Byl předsedou oddělení historie a děkan College and Graduate School of Arts & Sciences na University of Virginia v letech 1997-2001. V roce 1994 byl předsedou Společnosti pro historiky amerických zahraničních vztahů. Získal Harold Vyvyan Harmsworth Professor of American History na univerzitě v Oxfordu v letech 2002-2003
Za knihu A Preponderance of Power: National Security, the Truman Administration and the Cold War získal roku 1993 Bancroftovu cenu.

## Dílo
- The Elusive Quest: America's Pursuit of European Stability and French Security, 1919-1933. University of North Carolina Press, 1979
- A Preponderance of Power: National Security, The Truman Administration, and the Cold War, Stanford University Press, 1992
- The Specter of Communism: The United States and the Origins of the Cold War, 1917-1953, Hill & Wang, 1994
- For the Soul of Mankind: The United States, the Soviet Union, and the Cold War, Hill & Wang, 2007
- To Lead the World: American Strategy After the Bush Doctrine, spolueditor Jeff Legro, Oxford University Press, 2008
- Cambridge History of the Cold War, 3 díly, spolueditor Odd Arne Westad, Cambridge University Press, 2010
- In Uncertain Times: U.S. Foreign Policy After the Berlin Wall and 9/11, spolueditor Jeff Legro, Cornell University Press, 2011
- Shaper Nations: Strategies for A Changing World, spolueditoři Jeff Legro a Will Hitchcock, Harvard University Press, 2016
- Safeguarding Democratic Captialism, Princeton University Press, 2017